# Gregoria de Jesus
Gregoria de Jesus (ur. 9 maja 1875, zm. 15 marca 1943) – filipińska działaczka niepodległościowa.

## Życiorys
Urodziła się 9 maja 1875 w Kalookan, jako jedno z czworga dzieci Nicolasa de Jesus oraz Baltazary Alvarez Francisco. Jej rodzinę można uznać zasadniczo za część rodzimej filipińskiej elity epoki hiszpańskiego panowania kolonialnego. Matka była bowiem krewną późniejszego generała Mariano Alvareza. Ojciec natomiast, mistrz ciesielski z zawodu przez pewien czas pełnił funkcję gobernadorcilla Kalookan. Stanowisko to, odpowiednik współczesnego burmistrza, było najwyższą funkcją, którą piastować mógł rodowity Filipińczyk w okresie rządów hiszpańskich na archipelagu.
Mimo wyróżniających się wyników w nauce de Jesus wcześnie zakończyła formalną edukację. Rodzina uznała, że ważniejsze było zapewnienie wykształcenia jej braciom. Gregorii polecono zająć się doglądaniem rozległych pól ryżowych należących do rodu. Uroda i pochodzenie dziewczyny sprawiały, że o jej rękę wcześnie zaczęli się ubiegać zalotnicy. Jednym z nich był Andrés Bonifacio, jeden ze współzałożycieli Katipunanu, tajnej organizacji wzorowanej na wolnomularstwie, której celem było wyzwolenie Filipin spod panowania hiszpańskiego. Para ostatecznie zawarła związek małżeński w marcu 1893 w manilskim Binondo. Świadkiem na ich ślubie był Restituto Javier.
De Jesus szybko stała się integralną częścią Katipunanu. Tydzień po swych katolickich zaślubinach podczas specjalnej ceremonii ponownie wyszła za mąż, tym razem wiążąc się z Bonifaciem zgodnie z rytualną tradycją Katipunanu. Otrzymała wówczas imię Lakambini, oznaczające muzę. Częściowo odzwierciedlało ono zresztą jej rolę w organizacji. Cieszyła się bowiem w niej dużym szacunkiem, była uznawana za przykład oddania i lojalności. By lepiej wykonywać swe konspiracyjne obowiązki nauczyła się jeździć konno a także posługiwać się bronią palną. Wspólnie z Benitą Rodriguez Javier uszyła pierwszą flagę Katipunanu. Skutecznie chroniła też dokumenty organizacji przed przechwyceniem przez władze kolonialne.
Po wybuchu rewolucji z 1896 towarzyszyła mężowi w Balintawak, następnie zaś udała się z nim w góry. Rozdzielili się następnie w Balarze, by po raz kolejny spotkać się dopiero w Naic w prowincji Cavite. Po śmierci Bonifacia z rąk żołnierzy generała Emilio Aguinaldo w 1897 przez jakiś czas regularnie zmieniała miejsce pobytu. W końcu osiadła w Pasig, gdzie spotkała Julio Nakpila, dawnego sekretarza swego zmarłego małżonka oraz kompozytora pieśni Katipunanu. Poślubiła go 10 grudnia 1898.
Doczekała się łącznie dziewięciorga dzieci, w tym zmarłego w dzieciństwie syna ze związku z Bonifaciem. Zmarła 15 marca 1943 w domu zaprzyjaźnionego filantropa Aristona Bautisty w manilskim Quiapo. Przyczyną zgonu był zawał mięśnia sercowego.